# Robert Fox (historien)
Pour les articles homonymes, voir Robert Fox et Fox.
Robert Fox (né le 7 octobre 1938)  est une autorité britannique de premier plan en histoire des sciences. Il s'intéresse à l'histoire des sciences et des techniques en Europe depuis le XVIIIe siècle. Son livre Le Savant et l'État examine la science, la culture et la politique en France entre 1814 et 1914, tandis que Science sans frontières examine les développements de la fin du XIXe siècle jusqu'à la Seconde Guerre mondiale .

## Éducation
Robert Fox fréquente l'Imperial College of Science and Technology de l'Université de Londres de 1957 à 1958, suivi de l'Oriel College d'Oxford. Il obtient un BA (Oxon) en physique en 1961, un MA (Oxon) en 1965 et un D.Phil. (Oxon) de la Faculté d'histoire moderne en 1967, sous la direction d'Alistair Cameron Crombie. Sa thèse s'intitule L'étude des propriétés thermiques des gaz en relation avec la théorie physique de Montgolfier à Regnault ,.

## Carrière
Robert Fox enseigne à l'université de Lancaster entre 1966 et 1988, d'abord comme chargé de cours puis comme professeur d'histoire des sciences .
Entre 1986 et 1988, Fox est directeur de recherche au Centre de recherche en histoire des sciences et des techniques (CRHST) à la Cité des sciences et de l'industrie à Paris, et directeur adjoint du Science Museum, Londres .
En 1988, Fox devient professeur d'histoire des sciences à l'Université d'Oxford et prend sa retraite de ce poste en 2006. Fox est ensuite professeur émérite d'histoire des sciences à l'Université d'Oxford, membre émérite du Linacre College et membre honoraire de l'Oriel College . Il est remplacé à la chaire d'histoire des sciences par Pietro Corsi .
Fox est le premier organisateur des conférences annuelles Thomas Harriot au Oriel College d'Oxford. Il édite deux volumes basés sur la série de conférences : Thomas Harriot. Un homme élisabéthain de science (2000)  et Thomas Harriot et son monde. Mathématiques, exploration et philosophie naturelle au début de l'Angleterre moderne (2012) .
Depuis 2006, Fox est professeur invité à l'université Johns-Hopkins, à l'université de l'Est de la Caroline, à l'université technique de Prague, chercheur invité Horning à l'Université d'État de l'Oregon (2013) et Gordon Cain Distinguished Fellow à la Chemical Heritage Foundation à Philadelphie (2013).
Fox est le président fondateur de la Société européenne pour l'histoire des sciences qui est fondée le 12 octobre 2003 . Fox est également président de la Société britannique d'histoire des sciences et de l'Union internationale d'histoire et de philosophie des sciences .
Entre 2008 et 2014, Fox dirige Notes and Records: the Royal Society Journal of the History of Science .
En 1974, il est membre de la Royal Historical Society . En 1989, il est élu membre de la Society of Antiquaries of London . En 2015, Fox reçoit la Médaille George-Sarton, le premier prix de la Société internationale d'histoire des sciences (HSS) .